# Криза с тавана на федералния дълг на САЩ (2011)
Кризата с тавана на федералния държавен дълг на САЩ от 2011 година е политическа криза в Съединените американски щати през лятото на 2011 година, предизвикана от нежеланието на Конгреса да одобри исканото от президента Барак Обама увеличение на законово установената горна граница на дълга на федералното правителство. На 31 юли двете страни постигат компромис, като таванът на дълга е увеличен за сметка на известно ограничение на бъдещите разходи на федералното правителство. По този начин е предотвратено евентуално прекратяване на плащанията по някои задължения на правителството, до каквото се стига при предходната подобна криза през 1995 – 1996 година.

## Същност
Дълговата криза в САЩ се изразява в невъзможността страната да покрива разходите си без да бъде гласуван от Конгреса нов „таван“ на държавния дълг (едновременно от двете камари на Конгреса), понеже само този орган има според американското законодателство правомощие да вземе това решение. През 2011 г. пред страната не съществува друга алтернатива, освен тя да обяви държавен фалит, т.е. да започне да не изплаща задълженията си, което неимоверно би усложнило икономическата ситуация и в света и би предизвикало нова световна икономическа криза. 
От 1917 г. в САЩ съществува понятието таван на държавния дълг във връзка с влизането на страната в Първата световна война на страната на Антантата и за осигуряване на надзор върху възможността веднага гъвкаво да се финансират с държавни заеми военните разходи за/по участието на страната в Световната война.
Проблемът с дълговата криза се изразява в това, че САЩ непрестанно след Втората световна война увеличават своите държавни разходи, без да успеят да пречупат тази трайна негативна тенденция, и през 2011 г. е достигната и премината своеобразната „точка на кипене“, след като размера на държавния дълг на САЩ е прехвърлил на 100% средния брутен вътрешен продукт за страната за първи път след Втората световна война.  Според Международния валутен фонд, по този начин САЩ са вече в групата, чийто публичен дълг надхвърля техния БВП. Групата включва Япония (229 процента), Гърция (152%), Ямайка (137%), Ливан (134 процента), Италия (120 процента), Ирландия (114%) и Исландия (103%). 

## Реакции
Последната стойност на „тавана“ на американския държавен дълг, преди тази от 31 юли 2011 г., е определена на 12 февруари 2010 г. – 14,294 трилиона долара.  Новото решение на двете камери на Конгреса на САЩ е за плавно двуетапно, в рамките на 10 г., ново увеличение, съответно с 1 и 1,8 трилиона долара.  Архив на оригинала от 2011-08-17 в Wayback Machine. Пазарите реагират обратно на новото повишение на държавния дълг на САЩ и на 3 август 2011 г. само за един ден в резултат от борсовите котировки държавния дълг на САЩ нараства с нови $ 238 милиарда, т.е. тъй като новия таван на дълга е определен на около 60% от американските държавни бюджетни разходи, борсите отбелязват най-голямото еднодневно увеличение на котировката на държавния дълг в историята на Съединените щати. Този борсов „израз на доверие“ в платежоспособността на САЩ е нож с две остриета, ако не бъде пречупена трайната тенденция в публичните финанси на САЩ след края на Втората световна война.  На 5 август 2011 г., агенция Standard & Poor's за първи път в историята понижава дългосрочния кредитен рейтинг на САЩ от ААА до АА +, което от своя страна вбесява американската държавна администрация и срещу агенцията започва разследване. www.dnevnik.bg От друга страна международната реакция срещу поредното увеличаване на държавния дълг на страната е крайно негативна, и оценяна с епитети, като „авантюра“ и „опасно безотговорна“.  Архив на оригинала от 2012-01-27 в Wayback Machine. В случая най-важна и определяща е китайската реакция, тъй като китайската държава е най-големият инвеститор и кредитор на САЩ. Официалната информационна агенция Синхуа е остро критична към САЩ, като изявлението ѝ гласи, че американското решение за нов таван на държавния дълг поставя вече под въпрос това дали американския долар ще продължи да бъде в бъдеще световна резервна валута, придружено от призив за налагане на международен контрол над печатането на американски долари. 

## Предистория
САЩ формират държавен дълг още по време на т.нар. Американска революция. Почти всички президенти от Хари Труман насетне увеличават по различни поводи и причини държавния дълг на страната. Примерно, преди т.нар. Кубинска криза, през март 1962 г., таванът на дълга е увеличен 74 пъти , след което по времето на „Звездните войни“ на президента Роналд Рейгън същият отново е увеличен 18 пъти, последвано от ново осемкратно увеличение при Бил Клинтън и седемкратно по време на президентстването на Джордж Уокър Буш.  По времето когато президент на САЩ е Барак Обама, три пъти е вдиган тавана на американския държавен дълг. В резултат от цялото това историческо наслагване, тавана на държавния дълг на САЩ е увеличен 68 пъти от 1960 г. насам. По този начин статистиката сочи, че през месец май 2011 г. близо 40% от американските държавни разходи се осъществяват с пари взети назаем.  Съществува опасност, предвид трайно неблагоприятната тенденция в американските публични финанси, страната да се окаже в невъзможност даже да покрива лихвите по държавните ценни книжа на САЩ, което предизвиква паника сред кредиторите и инвеститорите. В сравнителен план, от страните с висок кредитен рейтинг, единствено Дания има по-висок таван на държавния дълг („има нещо гнило в Дания“ ), но тази страна е незначителна в световната икономика.  Сред инвеститорите и кредиторите на САЩ преобладават 25 страни, най-голяма от които е Китай с близо 1,2 трилиона долара. Втория по големина инвеститор и същевременно кредитор на САЩ е Япония с малко под 1 трилион долара, следвана от Великобритания с 346,5 млрд. долара, Бразилия с 211,4 млрд. долара. Германия трябва да получи плащания от САЩ по кредити за 61,2 млрд. долара, а Полша за 27,9 милиарда долара, като на опашката по размер е Франция. Сред страните инвеститорки и кредиторки на САЩ е и Русия със 160 милиарда долара, което кара руския премиер Владимир Путин да заяви на 1 август 2011 г., че САЩ са световен финансов паразит, който живее върху гърба на останалите производствени икономики на кредиторите си. От своя страна Китай е вече предупредил политиците в Щатите да не си „играят с огъня“.  Архив на оригинала от 2011-08-10 в Wayback Machine.

## Глобално решение на проблема с тенденцията за нарастване на дълга
С цел да избегнат държавния фалит, САЩ са изправени пред безалтернативния изход от огромно орязване на държавните разходи, което може да стане чрез съкращаването на военните или на социалните такива, в съчетание с отбелязването на рязък и траен растеж на американската икономика, за което обаче е нужна кардинална промяна на американската външно и вътрешноуправленска философия с укрепване на доверието на инвеститорите в платежоспособността на страната.